# Andrena westrichi
Andrena westrichi is een vliesvleugelig insect uit de familie Andrenidae. De wetenschappelijke naam van de soort is voor het eerst geldig gepubliceerd in 2000 door Gusenleitner & Schwarz.